# Grave (fisica)
In fisica si definisce grave un qualunque oggetto dotato di massa e sottoposto a gravità. È un sinonimo di corpo quando si considerano principalmente effetti dovuti alla gravitazione, come l'accelerazione di gravità e la forza peso (ad esempio nella teoria della caduta dei gravi di Newton).